# Hadena quadrilineata
Hadena quadrilineata là một loài bướm đêm trong họ Noctuidae.